# Svizzera agli VIII Giochi olimpici invernali
La Svizzera partecipò agli VIII Giochi olimpici invernali, svoltisi a Squaw Valley, Stati Uniti, dal 18 al 28 febbraio 1960, con una delegazione di 21 atleti impegnati in quattro discipline.

## Medagliere

### Per discipline
| Sport      | Oro | Argento | Bronzo | Totale |
| ---------- | --- | ------- | ------ | ------ |
| Sci alpino | 2   | 0       | 0      | 2      |
| Totale     | 2   | 0       | 0      | 2      |

### Medaglie
| Medaglia | Atleta       | Sport      | Evento                   |
| -------- | ------------ | ---------- | ------------------------ |
| Oro      | Roger Staub  | Sci alpino | Slalom gigante maschile  |
| Oro      | Yvonne Rüegg | Sci alpino | Slalom gigante femminile |